# Super Bowl XL
Match précédent Match suivant
Le Super Bowl XL est l'ultime partie de la saison 2005 de la NFL de football américain (NFL). Le match a eu lieu le 5 février 2006 au Ford Field de Détroit, Michigan où sont domiciliés les Lions de Détroit.
Aretha Franklin et Aaron Neville ont chanté l'hymne national américain accompagné par le pianiste Dr. John
Les Rolling Stones ont animé le spectacle de la mi-temps.
Les Steelers de Pittsburgh ont remporté leur cinquième trophée Vince Lombardi en s'imposant 21-10 face aux Seahawks de Seattle. Ils rejoignent ainsi les Cowboys de Dallas et les 49ers de San Francisco dans le club des franchises les plus titrés de l'histoire du Super Bowl avec 5 titres.
Hines Ward a été nommé meilleur joueur du match avec un total de 123 yards en passe et d'un touchdown marqué.
Ben Roethlisberger devient le plus jeune quaterback (23 ans) à remporter le titre suprême.

## Déroulement du match
| Score    | Q1 | Q2 | Q3 | Q4 | Total |
| -------- | -- | -- | -- | -- | ----- |
| Seahawks | 3  | 0  | 7  | 0  | 10    |
| Steelers | 0  | 7  | 7  | 7  | 21    |

### Résumé
- Premier quart-temps :
  - SEA : Field goal de Josh Brown de 47 yards, 0:22 : Seahawks 3 - Steelers 0
- Deuxième quart-temps :
  - PIT : Touchdown de Ben Roethlisberger, course de 1 yard (transformation de Jeff Reed), 1:55 : Seahawks 3 - Steelers 7
- Troisième quart-temps :
  - PIT : Touchdown de Willie Parker, course de 75 yards (transformation de Jeff Reed), 14:38 : Seahawks 3 - Steelers 14
  - SEA : Touchdown de Jerramy Stevens par Matt Hasselbeck de 16 yards (transformation de Josh Brown), 6:45 : Seahawks 10 - Steelers 14
- Quatrième quart-temps :
  - PIT : Touchdown de Hines Ward par Antwaan Randle El de 43 yards (transformation de Jeff Reed), 8:56 : Seahawks 10 - Steelers 21

## Titulaires
| Seattle          | Postes    | Pittsburgh         |
| ---------------- | --------- | ------------------ |
| Attaque          |           |                    |
| Bobby Engram     | WR        | Antwaan Randle El  |
| Walter Jones     | LT        | Marvel Smith       |
| Steve Hutchinson | LG        | Alan Faneca        |
| Robbie Tobeck    | C         | Jeff Hartings      |
| Chris Gray       | RG        | Kendall Simmons    |
| Sean Locklear    | RT        | Max Starks         |
| Joe Jurevicius   | WR / TE   | Heath Miller       |
| Darrell Jackson  | WR        | Hines Ward         |
| Matt Hasselbeck  | QB        | Ben Roethlisberger |
| Mack Strong      | FB        | Dan Kreider        |
| Shaun Alexander  | RB        | Willie Parker      |
| Défense          |           |                    |
| Bryce Fisher     | DE        | Aaron Smith        |
| Chartric Darby   | DT        | Casey Hampton      |
| Rocky Bernard    | DT / DE   | Kimo von Oelhoffen |
| Grant Wistrom    | DE / OLB  | Clark Haggans      |
| Leroy Hill       | OLB / ILB | James Farrior      |
| Lofa Tatupu      | ILB       | Larry Foote        |
| D.D. Lewis       | OLB       | Joey Porter        |
| Andre Dyson      | CB        | Ike Taylor         |
| Marcus Trufant   | CB        | Deshea Townsend    |
| Michael Boulware | SS        | Troy Polamalu      |
| Marquand Manuel  | FS        | Chris Hope         |